# Ruggero Blundo
Ruggero Blundo (Palermo, 18 giugno 1801 – Cefalù, 18 marzo 1888) è stato un vescovo cattolico italiano.

## Biografia
Appartenente alla nobile famiglia palermitana dei Blundo, è entrato nell'Ordine di San Benedetto il 24 giugno 1822; è stato ordinato diacono il 22 giugno 1823 e presbitero il 22 febbraio 1824.
Il 12 giugno 1850 è stato eletto abate del monastero di Palermo; nel 1852 è diventato abate del monastero di San Placido Calonerò.
Il 15 marzo 1858 papa Pio IX lo ha nominato vescovo di Cefalù; ha ricevuto la consacrazione episcopale il successivo 21 marzo nella basilica di San Paolo fuori le mura dal cardinale Girolamo d'Andrea, prefetto della Congregazione dell'Indice dei libri proibiti, coconsacranti il futuro cardinale Mariano Falcinelli Antoniacci, arcivescovo titolare di Atene, e Antonio Ligi Bussi, arcivescovo titolare di Iconio.
Durante il suo episcopato ha promosso il restauro della chiesa di Sant'Ambrogio nella frazione omonima, della chiesa di san Leonardo e della chiesa di San Sebastiano.
Nel 1884, data l'età avanzata, gli fu assegnato come ausiliare monsignor Gaetano d'Alessandro.
È morto a Cefalù il 18 marzo 1888 dopo 30 anni di governo pastorale della diocesi; fu sepolto nel Cimitero Comunale; nel 1971 è stato traslato nella cripta nella navata sinistra del Duomo; dal 2014 i suoi resti sono collocati nel sarcofago che si era fatto erigere in vita, nella Cappella del SS. Sacramento.

## Genealogia episcopale
La genealogia episcopale è:
- Cardinale Scipione Rebiba
- Cardinale Giulio Antonio Santori
- Cardinale Girolamo Bernerio, O.P.
- Arcivescovo Galeazzo Sanvitale
- Cardinale Ludovico Ludovisi
- Cardinale Luigi Caetani
- Cardinale Ulderico Carpegna
- Cardinale Paluzzo Paluzzi Altieri degli Albertoni
- Papa Benedetto XIII
- Papa Benedetto XIV
- Papa Clemente XIII
- Cardinale Marcantonio Colonna
- Cardinale Giacinto Sigismondo Gerdil, B.
- Cardinale Giulio Maria della Somaglia
- Cardinale Luigi Lambruschini, B.
- Cardinale Girolamo d'Andrea
- Vescovo Ruggero Blundo, O.S.B.